# 무극리 전투
무극리 전투는 한국 전쟁 중기 북한군이 수도 서울의 함락에 만족치 않고 계속 남침해오자 육군본부는 그들을 차령산맥을 연한 선에서 저지하고자 한 전투이다.
7월 4일 ~ 7월 10일 사이에 임부택 중령이 이끄는 제6사단 7연대와 백선엽 대령이 이끄는 제1사단이 차령산맥의 회랑인 음성군 부근에서 박성철 소장이 이끄는 북한군 제15사단과 격돌케 된 일전이다.
이 음성은 경기도와 충청북도와의 도계를 이룬 차령산맥의 중앙부에 형성된 분지로서 지리적으로나 교통상의 요충이었던 까닭에 피아간에 이곳의 선점이 곧 중부지역 제압의 관건으로 보고 쟁탈의 각축을 벌이게 된 곳이다.

## 배경
제6사단장 김종오 대령은 육군본부 명령에 따라 원주-제천간의 저지선을 7월 1일 ~ 7월 3일 사이에 이정일 대령이 이끄는 제8사단에 인계하고, 사령부를 충주로 옮긴 다음 예하 연대를 이천-충주간에 전개하도록 하였는데, 이천으로 전진한 민병권 중령이 이끄는 제19연대가 춘천으로부터 우회한 것으로 보이는 이청송 소장이 이끄는 북한군 제2사단을 지연시키면서 진천방면으로 철수한 까닭에, 충청북도 북쪽의 남한강변에 전개케한 함병선 대령이 이끄는 제2연대와 40km의 간격이 생기게 되었다.
사단장은 이때 충주 중학교에서 재편성 중인 임부택 중령이 이끄는 제7연대를 즉각 장호원 방면으로 진출시켜 이 공간을 메꾸고자 하였던 것인데, 이는 당시 육군본부의 계획과도 일치된 결과로서, 육군본부는 7월 5일 이를 작전명령 제20호로써 김종오 대령이 이끄는 제6사단에 하달하고 죽산-장호원 선을 확보하게 한다.
제 7연대는 7월 2일 신림(원주 남쪽 8km)에서 진지를 제8사단에 인계하고, 그날 밤 충주로 이동하고 있던 7월 4일 밤 사단장의 명령을 받고 장호원으로 출동케 된 것인데, 북한군이 이미 여기를 점령하고 음성-충주방면으로 진출하고 있었기 때문에 연대의 전위인 김종수 소령이 이끄는 제2대대가 음성 북방 동락리 부근에서 이들 적과 맞부딪치게 되었다.
이와 같이 제7연대가 중앙로상의 요충에서 북한군 제15사단의 남하를 저지하고 있을 무렵, 수원의 육군본부는 평택으로 이동하고 수원 외곽에 배치된 국군 주력부대도 지리멸렬 상태가 되어 남으로 철수하기에 이르렀는데, 그 위에 피아를 식별하지 못한 오스트레일리아기의 오폭은 이들을 더욱 곤경 속으로 몰아넣은 결과를 초래케 하였다.
한편, 이때 미 지상군의 선발대가 오산 북쪽에 전개하고 그 후 제24사단의 본대가 속속 부산에 도착하여 북상하고 있는 상황이었다.
평택으로 철수 중에 있던 육군 본부는 7월 5일 0시를 기하여 본대를 정비하고 전선을 조정하여 작전의 전환점을 이루게 하였는데, 이는 지금까지 육군본부가 직접 관장해온 전 부대에 대한 작전 지휘관의 일부를 신설한 제1군단에 이양하고, 지휘기능을 상실한 사단을 폐통합시켜 지휘체제를 확립케하는 한편 경부국도에 집중된 명 부대에 작전지대를 할당하여, 이때까지의 종적인 지연전 개념에서 횡적인 개념으로 전환케 하였다.
이렇게 하여 전선은 이때부터 횡적으로 형성케 되었는데, 육군본부는 제8사단을 단양에, 제6사단을 충주에, 그리고 신설한 제1군단 사령부 예하의 이준식 준장이 이끄는 수도사단과 백선엽 대령이 이끄는 제1사단 및 이한림 대령이 이끄는 제2사단의 3개 사단을 음성-진천에 각각 전개시켜 평택-안성 전투를 전개한 윌리엄 F. 딘(William F. Dean) 소장이 이끄는 미 제24사단과 연계케 하였다.
그러나 북한군은 7월 5일 오산 전투에서 미 지상군 선발대를 일격에 물리치고 7월 6일에는 안성-평택을 위협한 까닭에 육군본부는 부대를 수습하기도 전에 대전으로 이동하게 되고, 제1군단 사령부 및 그에 배속된 부대들도 급히 열차와 차량 또는 도보로 각기의 목표지역으로 이동하게 되었다.
이러한 까닭으로 제1군단의 우익으로써 음성을 방어하게 된 제1사단도 예하부대의 집결이나 재편성을 고려할 겨를도 없이 음성을 향하여 이동하기 시작하였다.

### 작전 계획
제6사단장 김종오 대령은 7월 4일 20:00 장호원을 거쳐 충주로 철수한 사단 헌병대 및 강원도 전투 경찰대로부터 『북괴 제 15사단이 3일 장호원을 침습하였다.』는 보고를 받았는데 이때에 함병선 대령이 이끄는 제2연대는 충주 북쪽 남한강변에, 민병권 중령이 이끄는 제19연대는 이천에 그리고 임부택 중령이 이끄는 제7연대는 충주 중학교에 각각 집결하고 있었다.
사단장은 북한군이 그대로 남진할 경우 서부전선이 위급하게 될 것임을 직감하고, 제7연대장 임부택 중령에게 『장호원을 즉각 탈취하라.』고 명령하였다.
연대장은 사단장으로부터 이와 같은 명령을 받았으나, 밤이 깊어가는 이때에 북한군의 상황도 모르고 야간에 이동한다는 것이 무모한 일로 보고, 그는 우선 1개 대대로써 적정을 확인케한 다음 그에 상응한 대책을 강구할 복안임을 사단장에게 건의하여 승인을 받았다.

## 전투 과정

### 7월 4일
제7연대는 그간 춘천 및 홍천 전투를 비롯하여 신림(원주 남쪽 8km) 지역의 전투에 이르기까지 질서 있는 지연전을 감행하였으나, 한편 적지 않는 손실을 입었던 것이며 충주에 이르러 비로소 병력을 점검하고 부대정비를 할 수 있는 시간을 갖게 되었다.
출동에 앞서 확인된 병력은 장교 88명 사병 1,626명으로써 개전 초에 비하여 장교 31명 사병 784명 도합 815명의 사상자를 내었으며, 장비는 105mm(M-3) 6문, 57mm 대전차포 4문, 81mm 박격포 10문, 60mm 박격포 18문을 보유하고 있었다.

### 7월 6일
이날 동천이 밝자 교착된 유현계곡의 동과 서에서 총격이 더욱 요란하게 들렸다. 연대장은 04:00를 기해 제1, 제2대대의 공격을 재개하게 하고 무극리(음성 서북쪽 12km)의 확보를 촉구하였다.
각 대대는 지난 밤사이 적이 접근하지 못하도록 간헐적인 사격을 계속하는 가운데, 제1대대가 보현산 북단부의 376고지를 제2대대가 385고지를 각각 확보하여 차기공격을 위한 발판을 굳히고 공격에 대비하고 있었다.
04:00 약정된 신호에 따라 제 1, 2대대 및 제 2포병중대는 각종 화기의 화력을 일제히 보현산으로 집중시켰다. 이에 적도 385고지에 화집대를 형성한 듯하더니 아군의 측배사로 말미암아 퇴각의 기미를 보이기 시작하였다.
제1대대장 김용배 소령은 기회를 놓칠세라 81mm와 60mm의 박격포로 계속 제압토록 하고 관측장교 심호은 소위를 시켜 105mm의 포격을 346고지(보현산 서북쪽 2km) 방향으로 연신시킨 다음 이대용 중위가 이끄는 제1중대를 우 제1선, 오윤석 중위가 이끄는 제2중대를 좌 제1선으로 하여 보현산을 목표로 반격케 한 바, 북한군은 벌써 동고지를 버리고 346고지 방향으로 퇴각하는 듯하였다.
이렇듯 대대는 공격을 개시한 지 1시간도 못되어 보현산을 점령하고, 계속 제2대대와 제 2포병중대의 지원을 받으면서 패주하는 북한군을 추적하여 12:00에는 무극리를 점령하였으며, 14.00에는 무극리 북쪽 2km까지 진출하였는데, 패주일로에 있던 북한군이 새로운 부대로 증원된 듯 1개 연대 규모가 장갑차를 앞세우고 포격을 가하면서 대대에 압력을 가하기 시작하였다.
이런 까닭으로 대대장은 무극리의 확보를 포기하고 백야리(무극리 남쪽 3km)의 351고지에 진지를 급편케 하여 방어태세를 취하게 하였다.
그러나 대대는 이 전투에서 북한군 270명을 사살하고 6명을 포로로 잡았으며 45mm 대전차포 1문, 중기관총 9종, 경기관총 1정과 자동소총 2정을 노획하는 전과를 거두기도 하였으나, 국군은 사병 5명을 손실하였다.

## 결과 및 영향
무극리 전투는 개전 이래 국군 최초의 육상전 승리였으나 제1군단장 김홍일 소장의 명령에 따라 음성에서 철수케 된 제1사단은 7월 13일부터 광원에 새로운 저지선을 형성하고 꼬리를 물고 뒤따른 북한군 제15사단과 대전케 되었다.
당초 그들은 아군의 퇴로를 차단할 목적으로 후방지역에 대한 침투를 기도하였던 것이지만 7월 4일 제7연대에 의하여 음성에서 저지된 이래 7월 8일에는 제1사단이 이어져 동지구를 벗어나지 못하였던 것인데, 그들 최고 사령부는 제2군단 예하의 각 사단의 진출이 늦다는 이유로 7월 10일부로 동 군단장 소장 김광협을 해임하여 군단참모장으로 좌천시키고, 전 중공군 포병 사령관을 지낸 바 있는 중장 김무정을 그 후임으로 내세워 채찍을 가하게 하였던 것이다.
그리하여 그들은 한때 광원 부근까지 육박하였으나, 사단의 완강한 저항과 미공군의 공중공격에 부딪쳐 더 나가기가 어려울 것으로 판단하였음인지 7월 15일부터 사단과의 접촉을 끊고. 동측방의 산간로를 따라 그 진로 개척하려는 것으로 보였다.
한편 육군본부는 서부지역으로 집중하였던 북한군이 점차 중부-동부지역으로 이동하고 있음을 간파하고, 7월 12일부로 김백일 대령이 이끄는 2군단 사령부를 함창에서 창설하여 지역내의 제6, 8사단을 작전 통제케 하는 한편 육본 직할인 제17연대를 동월 7월 17일부로, 그리고 제1군단 사령부 배속하의 제1사단을 7월 22일부로, 각각 동 군단 지휘하로 배속 전환케 하였다.
따라서 제17연대와 제1사단은 함창으로 각각 하명된 일자에 이동케 되었는데, 화령장(보은 동쪽 23km)에서 북한군 제15사단과 조우하고 또 한차례 격돌케 되었다.

## 참고 자료
- 용산 전쟁기념관